# Lucien Victor
Lucien Honore Victor (Oekene, Roeselare, 28 de juny de 1931 - Sedan, França, 17 de setembre de 1995) va ser un ciclista belga, que fou professional entre 1953 i 1956. El 1952, com a ciclista amateur, va guanyar la medalla d'or als Jocs Olímpics de Hèlsinki de la contrarellotge per equips. Com a professional destaca el triomf a l'Omloop van het Houtland de 1954.

## Palmarès
- 1952 (amateur)
  -  als Jocs Olímpics de Hèlsinki de la contrarellotge per equips (amb Robert Grondelaers i André Noyelle)
  - 1r al Tour de Flandes amateur
  - 1r a la Volta a Limburg amateur
- 1954
  - 1r a l'Omloop van het Houtland
- 1955
  - Vencedor d'una etapa a la Volta al Marroc